# Jakob von Hillesheim
Jakob von Hillesheim (geboren im 15. Jahrhundert; gestorben 1510 in Rohrerhof (Koblenz)) war ein deutscher Zisterzienser-Abt.

## Leben
Nachdem Vorgängerabt Johannes Vasator 1498 sein Amt als Abt des Klosters Himmerod niedergelegt hatte, wurde Jakob von Hillesheim noch im gleichen Jahr als sein Nachfolger und damit zum 34. Abt des Klosters gewählt. Die Wahl erfolgte unter Vorsitz des Abtes Wilhelm von Heisterbach. Als Jakob von Hillesheim durch den Trierer Weihbischof Johannes von Eindhoven benediziert wurde, assistierte ihm wiederum Wilhelm von Heisterbach. Im Jahr 1506 veranlasste er den Anbau einer Bibliothek an der südwestlichen Seite der Abtei, was auf gute finanzielle Bedingungen des Klosters schließen lässt. Nach seinem Tod im Jahr 1510 im Klosterhof Rohr (Koblenz) wurden seinen sterblichen Überreste in der Kirche der Zisterzienserinnen in Koblenz bestattet.